# Преградная (станица)
Прегра́дная — станица в Урупском районе Карачаево-Черкесской Республики. Административный центр Урупского района и Преградненского сельского поселения.

## География
Станица расположена на реке Уруп. Основная часть населённого пункта находится на пологом левом берегу Урупа, протянувшись с юга на север от устья реки Багачухи (в верховье — Орловка) до устья Салихи соответственно. Кроме того, застроено нижнее течение Салихи. На правом берегу находятся два микрорайона станицы. Один — в районе устья реки Тёплой, которая здесь же принимает свой последний левый приток, Гнилушку. Другой — северо-восточнее основной части станицы, на низменном берегу Урупа. Между ними располагается устье ещё одного правого притока Урупа, Свинячки, и обрывистое нагорье, почти вплотную подходящее здесь к кромке воды.
Преградная и находящиеся севернее хутор Большевик (на левом берегу Урупа) и аул Кызыл-Уруп (на правом берегу) расположены фактически в крупной межгорной котловине между Скалистым хребтом на севере и горными системами Западного Кавказа на юге. Западнее станицы возвышается гора Шапка (1243 м), восточнее — принадлежащая к Скалистому хребту вершина без названия высотой 1703,4 м. В 3 км к югу от центра Преградной, на берегах впадающей в Уруп реки Сероштанки и её притока Кобельчихи расположен посёлок городского типа Медногорский, уже с трёх сторон окружённый горами. Юго-западнее станицы, на узком участке берега между горами и рекой Псекенча недалеко от её впадения в Уруп ранее существовал ныне не имеющий статуса населённого пункта небольшой посёлок Юбилейный. Отроги гор, обступающие котловину с юга, запада и востока, поросли лесом (в отличие от безлесных южных склонов Скалистого хребта), растут берёза, ольха, бук.

## История
Поселение основано в 1860 году как станица 3-й Урупской бригады Кавказского линейного казачьего войска. Приказ генерал-фельдмаршала А. И. Барятинского по Кавказской армии № 186 от 3 мая 1860 года, изданный в Тифлисе, гласил: «станицам, водворяемым в нынешнем году на обоих крыльях Кавказской линии, присваиваются следующие наименования: 1) станице в верховьях Урупа — Преградная…». В приказе по Военному ведомству от 28 мая 1860 года № 127 указано: «Государь Император… соизволил утвердить… новым станицам Кавказского линейного казачьего войска следующие наименования: …в верховьях Урупа — Преградная…».
Станицу Преградную возводил Урупский отряд в составе трёх сотен 5-й Ставропольской бригады Кавказского линейного казачьего войска (командир 1-й сотни 1-го Ставропольского полка войсковой старшина Николай Скордули за отличия при постройке станицы был награждён орденом святой Анны 3-й степени), резервных батальонов Крымского и Севастопольского пехотных полков, двух орудий Конно-артиллерийской казачьей № 14 батареи, двух орудий 4-й батареи 19-й Артиллерийской бригады, 200 казаков-переселенцев (125 семей по жребию из старолинейных станиц Кавказского линейного казачьего войска) и 177 нижних чинов Кавказской армии, перечисленных в казачье сословие. Общее руководство над отрядом и возведением станицы осуществлял подполковник Евпл Филиппович Семёнкин — командир 3-й Урупской бригады Кавказского линейного казачьего войска, начальник Урупской кордонной линии.
Возведение станицы началось в 20-х числах апреля 1860 года и к концу года в основном было закончено. Первым начальником станицы был назначен сотник Илья Абозин. В ноябре 1860 года станица вошла в состав вновь образованного Кубанского казачьего войска. С октября 1861 года станица относилась к 23-у полку 7-й бригады Кубанского казачьего войска. В конце 1866 года вошла в состав 5-й Урупской бригады, а с 1870 года в Хопёрскую бригаду ККВ. Казаки станицы направлялись на формирование 1-го Хопёрского полка. Кроме того, служили в Собственном Его Императорского Величества Конвое, Кубанском Варшавском дивизионе, в 5-й конной батарее, во 2-м пешем пластунском батальоне, а с 1892 года в 6-м Кубанском пластунском батальоне.
Преградная входила в Баталпашинский отдел Кубанской области. На 1861 год в станице числилось 624 мужчины и 459 женщин на 275 дворов. В 1860-1870 годах в станицу было зачислено большое количество переселенцев из Полтавской, Черниговской, Воронежской губерний, а также отставных солдат Кавказской армии, имелись переселенцы из Ставропольской губернии, Области Войска Донского, других кубанских станиц. На 1891 год проживало уже 989 мужчин и 976 женщин на 370 дворов, при этом в станице жило 108 иногородних. В 1915 году в Преградной насчитывалось 1 802 мужчины, 1 826 женщин, иногородних — 620, дворов — 700.
К началу Первой мировой войне казаки станицы формировали 1-й, 2-й и 3-й Хопёрские полки. В годы Первой мировой по решению казаков станицы Преградной, воевавших в составе 3-го Хопёрского полка, командир 3-го Кавказского корпуса (в который входил полк) генерал от артиллерии Владимир Александрович Ирманов (Ирман) был избран «почётным стариком» станицы Преградной.
В годы Гражданской войны на казачье население Преградной и окрестных станиц пытался опереться А. Г. Шкуро, сумевший в конечном итоге летом 1918 года свергнуть советскую власть в Баталпашинском отделе. Летом 1920 года Преградная и другие горные станицы отдела, как и горный Карачай, стали базой для повстанческой армии генерал-майора М. А. Фостикова, сумевшего ненадолго укрепиться на Верхней Кубани после развала единого белогвардейского фронта на Юге России.
Статус районного центра у станицы Преградной — с 1938 года, когда был образован Преградненский район в составе Карачаевской автономной области (до 1935 года Преградная была центром сельсовета в Удобненском районе Азово-Черноморского края). В 1943 году в результате депортации карачаевцев Карачаевская АО и Преградненский район были упразднены. В 1963-1965 годах станица являлась административным центром Урупского промышленного района, с 1965 года — райцентр Урупского района Карачаево-Черкесской АО. В октябре 2010 года Преградная отпраздновала 150-летие.
Адыгейское название населённого пункта адыг. Уарпы́шъхьэ стани́ц, приводимое филологом К. Х. Меретуковым, образовано от названия реки Уруп (адыг. Уарп, Уарпыжъ), адыг. шъхьэ означает «верховье». Таким образом, полностью оно переводится как «станица в верховьях реки Уруп».

## Население
| 1959 | 1970  | 1979  | 1989  | 2002  | 2010  | 2021  |
| ---- | ----- | ----- | ----- | ----- | ----- | ----- |
| 6397 | ↗7564 | ↘7341 | ↘6853 | ↘6566 | ↗7466 | ↗7553 |

Согласно переписи 2002 года, в станице проживало 3232 мужчины и 3334 женщины, 69 % населения составляли русские, 28 % — карачаевцы.
Национальный состав по переписи 2010 года:
- русские — 5 317 чел. (71,2 %),
- карачаевцы — 1 897 чел. (25,4 %),
- узбеки — 77 чел. (1 %),
- другие национальности — 123 чел. (1,6 %),
- национальность не указана — 46 чел. (0,6 %).

По данным Всероссийской переписи населения 2021 года:
| Народ               | Численность, чел. | Доля от всего населения, % |
| ------------------- | ----------------- | -------------------------- |
| русские             | 4 419             | 58,51 %                    |
| карачаевцы          | 2 395             | 31,71 %                    |
| украинцы            | 55                | 0,73 %                     |
| черкесы             | 42                | 0,56 %                     |
| другие / не указано | 642               | 8,49 %                     |
| всего               | 7 553             | 100,0 %                    |

## Образование
- Детский сад № 1 «Светлячок»
- Детский сад № 2 «Одуванчик»
- Детский сад № 3 «Василёк»
- Средняя общеобразовательная школа № 1
- Средняя общеобразовательная школа № 2
- Средняя общеобразовательная школа № 3
- Центр дополнительного образования детей

## Религия
Русская православная церковь
- Церковь в честь святых равноапостольных Кирилла и Мефодия[24]. Нынешний храм построен в 1988-1992 годах (освящён в 1995 году), при нём имеется воскресная школа.

Ранее в станице существовала деревянная церковь в честь Покрова Пресвятой Богородицы. До её строительства в Преградной имелся лишь молитвенный дом. В 1875 году было получено разрешение Кавказской епархии на строительство церкви на средства прихожан и казачьего войска. В 1879 году было получено разрешение купить за 7 тыс. руб. материалы разобранной церкви в упразднённой станице Псемёнской, из которых без изменения проекта и был в 1880 году возведён храм в Преградной. На пожертвования в размере свыше 500 руб. церковь была расписана. В 1950-х годах церковь сгорела. Данная церковь стоит на улице Дружбы народов 69. Так же с начала 2016 года строится Мечеть имени «Нохчо Гаджи». На 2024 мечеть достраивается.

## Археология
- Наскальные рисунки в ущелье Сутул.
- Около станицы Преградной находится Треугольная пещера которая, была заселена от 600 до 250 тыс. лет назад, она является одной из древнейших пещерных стоянок раннего палеолита в Восточной Европе. В Треугольной пещере исследователями было выделено четыре культурно-хронологических комплекса. Среди орудий древнего человека исследователями были выделены чопперы, протобифасы, комбинированные орудия и другие формы. Своеобразие животного мира в период межледниковья ок. 600 тыс.л.н. позволило  Г. Ф. Барышникову выделить по материалам Треугольной пещеры новый, урупский, комплекс фауны млекопитающих Северного Кавказа. Этот комплекс включает пещерного медведя Денингера, мосбахского волка, пятнистую гиену, льва, мелкую лошадь, носорога, бизона Шетензака и других животных [26].
- На плато Баранаха обнаружена стоянка открытого типа Баранаха-4. Стоянка находится недалеко от истоков ручья в Мокрой балке, по ее левому борту. Это одна из самых высокогорных стоянок палеолита на Северном Кавказе (абсолютная высота над уровнем моря - 1477 м). В мустьерском слое возрастом более 60 тыс.л.н. изучена стоянка неандертальцев, где велось активное расщепление каменного сырья (кремня) [27] [28].  Неандертальцы стоянки Баранаха-4 охотились на крупных копытных животных, прежде всего - на бизонов. Отложения мустьерского времени изучались также в пещере Киспап.
- Древнейшие стоянки человека современного вида обнаружены и исследованы в верхнем слое стоянки Баранаха-4 (слой эпипалеолита[27]), на местонахождении Баранаха-1.

## Памятники
- Обелиск Анне Андреевне Голоколосовой, партизанке, расстрелянной фашистами. А. А. Голоколосова, медсестра, связная Преградненского партизанского отряда, была по доносу арестована немцами в период оккупации Преградненского района в годы Великой Отечественной войны и расстреляна 1 октября 1942 года[29].
- Памятник на братской могиле погибших в годы Великой Отечественной войны[30].

## Известные личности
- Гербеков, Магомет Чомаевич — Герой Российской Федерации, проживал в Преградной.
- Енжиевский, Андрей Андреевич — Герой Советского Союза, проживал в Преградной.
- Медведев, Дмитрий Геннадьевич — Герой Российской Федерации (посмертно), служил в пограничных войсках в Преградной.
- Шунин, Николай Михайлович — полный кавалер ордена Славы, уроженец Преградной.